# Tauraco fischeri
Tauraco fischeri là một loài chim trong họ Musophagidae.